# Исландская хоккейная лига 1996/1997
В 1996—1997 годах прошел 6-й сезон Исландской хоккейной лиги.

## Регулярный сезон
|    | Клуб      | И | В | Н | П | Голы  | Очки |
| -- | --------- | - | - | - | - | ----- | ---- |
| 1. | Акюрейри  | 4 | 4 | 0 | 0 | 44:14 | 8    |
| 2. | Бьёрнин   | 4 | 2 | 0 | 2 | 20:30 | 4    |
| 3. | Рейкьявик | 4 | 0 | 0 | 4 | 18:38 | 0    |

И = Игры, В = Выигрыш, Н = Ничья, П = Поражение, ВО = Выигрыш в овертайме, ПО = Поражение в овертайме

## Финал
- Акюрейри - Бьёрнин 3:0 (15:7, 17:7, 12:5)

## Статистика и рекорды
- Было сыграно 9 матчей, в которых забито 145 голов (16,11 за игру).
- Лучший игрок (гол+пас): Кларк МакКормик (Clark McCormick, «Бьёрнин») — 14 очков (10 голов и 4 паса)